# 住吉東駅
住吉東駅（すみよしひがしえき）は、大阪府大阪市住吉区住吉一丁目にある、南海電気鉄道高野線の駅。駅番号はNK52。
駅長が配置され、帝塚山駅 - 我孫子前駅間の各駅を管轄している。

## 歴史
- 1900年（明治33年）
  - 9月3日：高野鉄道の道頓堀（現・汐見橋） - 大小路（現・堺東）間延伸時に住吉駅として開業。
  - 9月11日：住吉東駅に改称の旨届出があったと官報に掲載[1]。
- 1907年（明治40年）11月15日：会社合併により高野登山鉄道の駅となる。
- 1915年（大正4年）4月30日：社名変更により大阪高野鉄道の駅となる。
- 1922年（大正11年）9月6日：会社合併により南海鉄道の駅となる。
- 1944年（昭和19年）6月1日：会社合併により近畿日本鉄道の駅となる。
- 1947年（昭和22年）6月1日：路線譲渡により南海電気鉄道の駅となる。
- 1960年（昭和35年）10月22日：上り副本線を新設[2]。
- 1961年（昭和36年）3月10日：駅改築工事が竣工[2]。
- 1961年（昭和36年）7月5日：下り副本線を新設[3]。優等列車を待避可能に。
- 1968年（昭和43年）：急行停車駅から、各駅停車のみの停車駅になる。
- 1970年（昭和45年）11月23日：汐見橋線折り返し列車の発着廃止。
- 2012年（平成24年）4月1日：駅ナンバリングが導入され、使用を開始[4][5]。

現在は各駅停車しか止まらないが、1968年以前は急行が停車していた（現在の急行が「快速急行」と称された時代。現在の快速急行とは別の列車）。かつては貨物ヤードがあり、天王寺支線方面から当駅に入線して積み替えた後、木津川駅や汐見橋駅などに輸送されていた。
また、1970年11月22日までは汐見橋線の列車は当駅始発となっていた。これは、岸ノ里駅（現・岸里玉出駅）に高野線難波発着列車用のホームがなかったための措置である。同年11月23日、岸ノ里駅に高野線難波発着列車用ホームが開設されたことに伴い、汐見橋線折り返し列車の発着が入出庫列車と臨時列車を除き岸ノ里駅に変更された。

## 駅構造
相対式2面2線のホームの間に通過線2本を持つ、待避設備を備えた地平駅である。改札は行先別ホームごとに独立しているため、入場後のホーム同士での移動はできない。ホームから地表までは、各改札ごとにスロープが設置されている。なお、改札外通路を兼ねた地下道が駅施設として設置されている。
待避設備は、ほぼ終日に亘って特急・急行・区間急行・準急行の通過待ちに使用される。高野山方には渡り線があり、非常時には入換信号機を用いて難波方への折り返し運転（1番線到着→下り本線上で折り返し→4番線入線）も可能。通過線がある関係で、高野山方面行ホームが1番線、難波方面行ホームが4番線となっている。
1番線･4番線に発着する全列車に対して、後続列車の通過待ちの有無に関わらず出発時には出発時機合図が鳴動する。

### のりば
| のりば | 路線   | 方向 | 行先       |
| ------ | ------ | ---- | ---------- |
| 1      | 高野線 | 下り | 高野山方面 |
| 4      | 高野線 | 上り | なんば方面 |

- 2・3番線はホームのない通過線のため、ホームとしては欠番である。

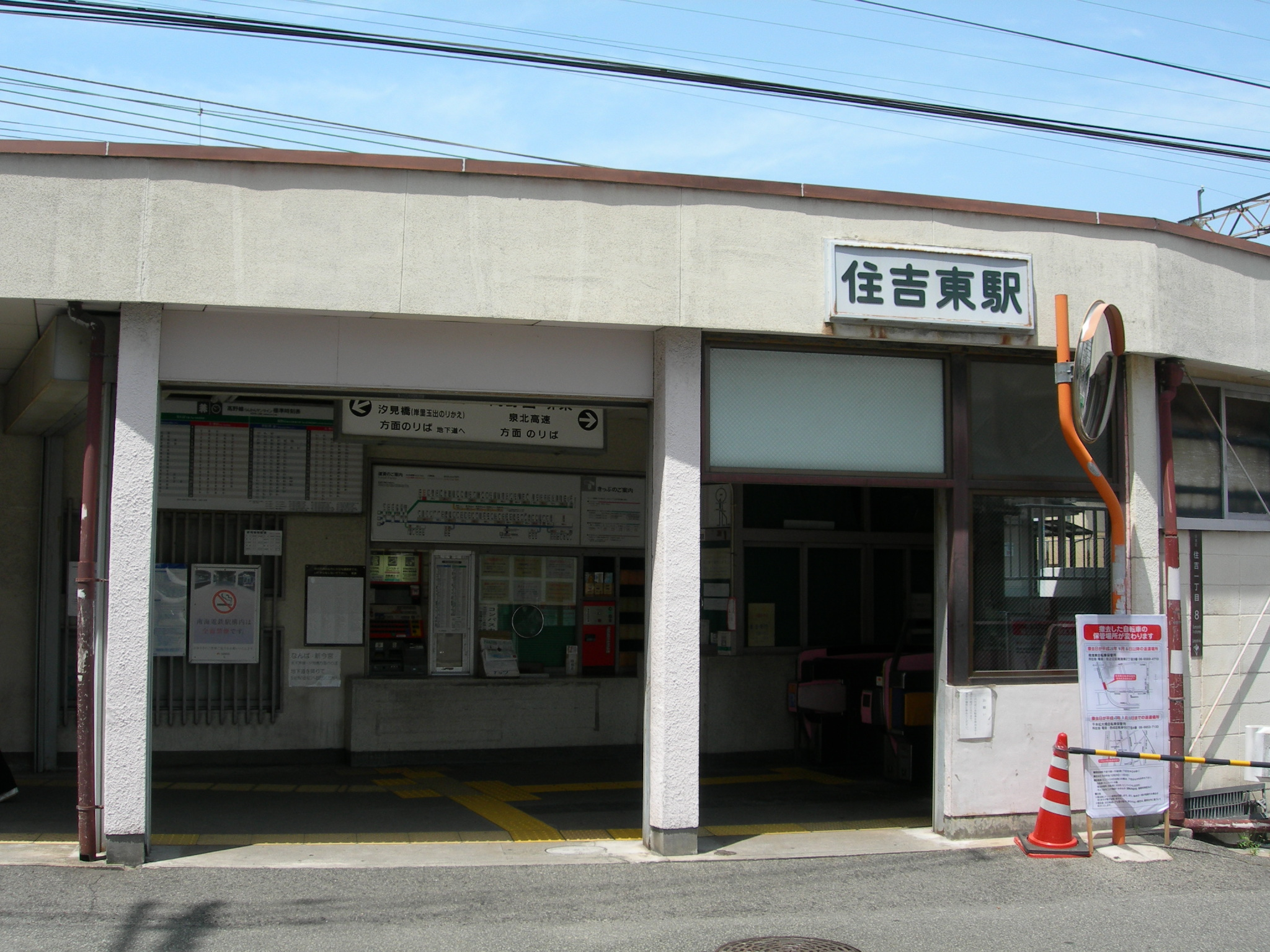
高野山方面駅舎
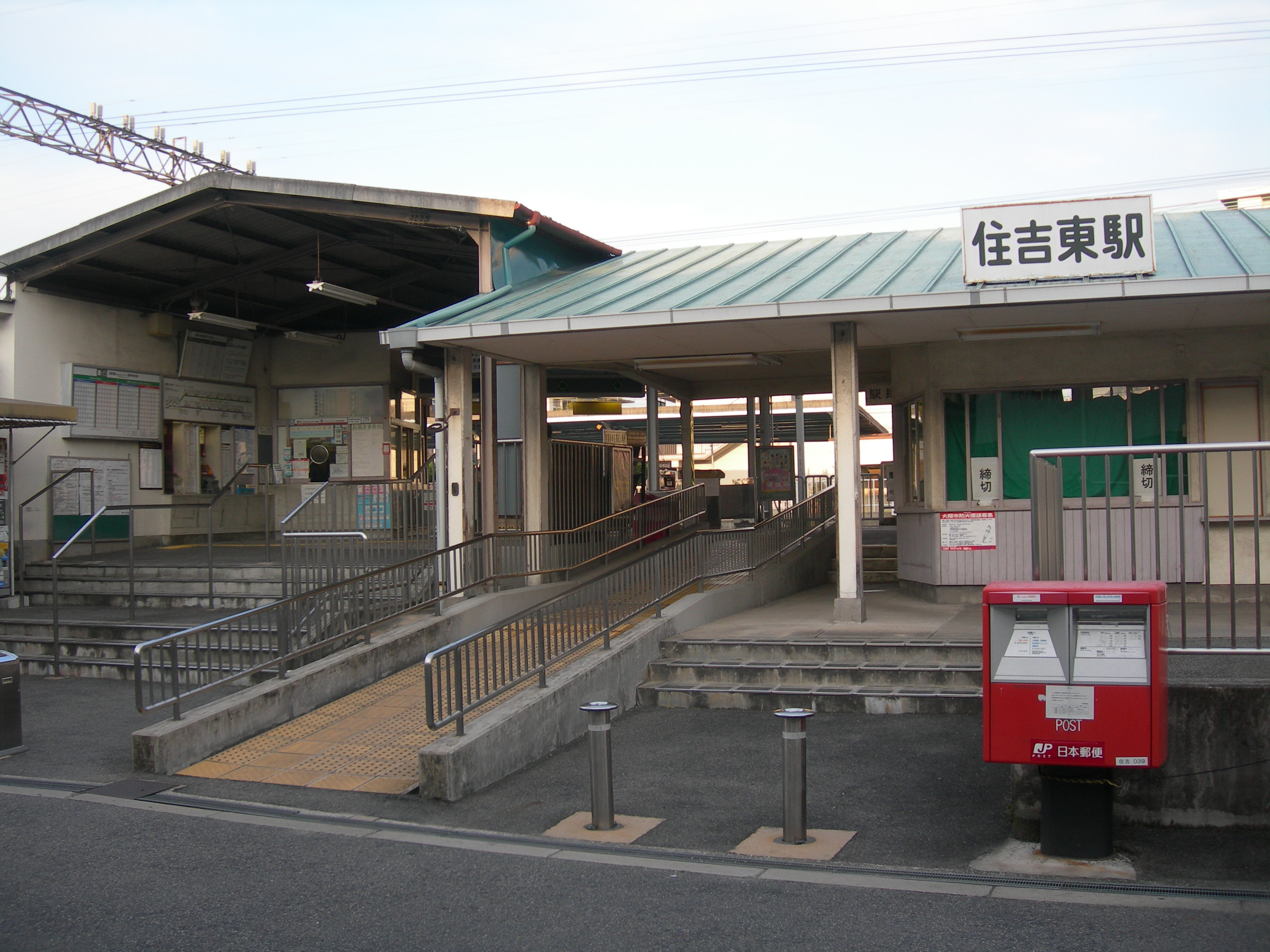
なんば方面駅舎

### 駅構内改造
かつては4番線裏手に数本の側線と貨物ホームがあったが、年に数日程度しか保線車両が入線しないので、まず2006年3月頃に機回り線部分が撤去された。その後、バリアフリー化の一環として2006年12月にユニバーサルトイレ設置工事が行われ、同時に男女別としたが、この際に機回り線撤去部分が一時的に資材置き場に使われた。のちに、2008年6月頃に4番線に面していた部分と道路に隣接していた線路が、2008年8月頃に貨物ホームが撤去された。その結果、側線は難波寄りにある踏切から約60m分とかつてのポイント部を残すのみとなった。撤去工事が終了後、4番線の柵設置部分に壁が設置された。上屋部分は一部に作り付けの椅子を設置した。
跡地は4つに区切られ、北から2つ目の区画は存置された倉庫への搬入口に、一番南の区画は約140台が収容できる駐輪場になった。なお、この駐輪場新設に伴ってすぐそばにあった市営の駐輪場は廃止・撤去された（ただし、窓口は残存）。市営駐輪場撤去跡も含めた残りの区画は、2010年8月ごろから住宅の建設が始まった。

## 利用状況
2019年（令和元年）次の1日平均乗降人員は6,586人（乗車人員：3,322人、降車人員：3,264人）で、南海全100駅中45位である。
近年の1日平均乗降人員の推移は下表のとおり。
| 年次   | 1日平均 乗降人員 | 1日平均 乗車人員 | 順位 | 出典   |
| ------ | ---------------- | ---------------- | ---- | ------ |
| 1990年 | 9,514            | 4,876            | -    | [ 9 ]  |
| 1991年 | 9,553            | 4,877            | -    | [ 10 ] |
| 1992年 | 9,157            | 4,673            | -    | [ 11 ] |
| 1993年 | 9,008            | 4,598            | -    | [ 12 ] |
| 1994年 | 8,797            | 4,488            | -    | [ 13 ] |
| 1995年 | 8,839            | 4,508            | -    | [ 14 ] |
| 1996年 | 8,747            | 4,451            | -    | [ 15 ] |
| 1997年 | 8,416            | 4,188            | -    | [ 16 ] |
| 1998年 | 8,231            | 4,067            | -    | [ 17 ] |
| 1999年 | 7,894            | 3,898            | -    | [ 18 ] |
| 2000年 | 7,647            | 3,771            | -    | [ 19 ] |
| 2001年 | 7,439            | 3,649            | -    | [ 20 ] |
| 2002年 | 7,360            | 3,611            | -    | [ 21 ] |
| 2003年 | 7,239            | 3,642            | -    | [ 22 ] |
| 2004年 | 7,015            | 3,527            | 42位 | [ 23 ] |
| 2005年 | 6,990            | 3,507            | -    | [ 24 ] |
| 2006年 | 6,930            | 3,484            | -    | [ 25 ] |
| 2007年 | 6,933            | 3,480            | -    | [ 26 ] |
| 2008年 | 6,869            | 3,435            | -    | [ 27 ] |
| 2009年 | 6,676            | 3,343            | -    | [ 28 ] |
| 2010年 | 6,644            | 3,330            | -    | [ 29 ] |
| 2011年 | 6,590            | 3,307            | 42位 | [ 30 ] |
| 2012年 | 6,514            | 3,266            | -    | [ 31 ] |
| 2013年 | 6,584            | 3,302            | 42位 | [ 32 ] |
| 2014年 | 6,474            | 3,239            | 43位 | [ 33 ] |
| 2015年 | 6,596            | 3,310            | 43位 | [ 34 ] |
| 2016年 | 6,556            | 3,286            | 44位 | [ 35 ] |
| 2017年 | 6,538            | 3,274            | 45位 | [ 36 ] |
| 2018年 | 6,486            | 3,260            | 45位 | [ 37 ] |
| 2019年 | 6,586            | 3,322            | 45位 | [ 38 ] |

## 駅周辺
- 住吉大社
- 荘厳浄土寺
- 東福寺
- 熊野街道
- 大阪住吉町郵便局
- 大阪急性期・総合医療センター
- 阪堺電気軌道上町線 神ノ木停留場
- ココカラファイン 住吉東店

## 隣の駅
南海電気鉄道
 高野線
■快速急行・■急行・■区間急行・■準急
通過
■各停
帝塚山駅 (NK51) - 住吉東駅 (NK52) - 沢ノ町駅 (NK53)